# グラブ (企業)
グラブ（Grab Holdings Inc.）は、シンガポールミッドビュー・シティに拠点を置く配車アプリ運営企業である。マレーシア・フィリピン・シンガポール・タイ・ベトナム・インドネシア・ミャンマー・カンボジアで自家用車向けGrabCar、オートバイ向けGrabBike、相乗りサービスGrabHitch、配送サービスGrabExpressおよび決済サービスGrabPayを提供している。

## 概要
マレーシア人アンソニー・タンは、実家の日産自動車の自動車販売店Tan Chong Motorの裕福な経営者一族に生まれた。
2011年、ハーバード・ビジネス・スクールでMBAを取得している際に、友人のAldi Haryopratomoから、マレーシアのタクシー環境の酷さを聞き、タクシー配車サービスを思いつくと、HBSの同窓生Tan Hooi Lingと共に事業を考案した。
HBS New Venture Competitionに挑み2位となり、大学からの出資を受けマレーシアで、MyTeksiを創業した。
2014年から、本社拠点をクアラルンプールからシンガポールに移し、東南アジアへの進出を強化した。同年、ソフトバンクが2億5千万ドルを出資し、注目を集めた。
共同創業者2人とトリオを組むミン・マー社長は、もともとはソフトバンクでグラブへの出資を担当していた。
マー氏は、グラブとソフトバンクの橋渡しするうちに、自らの意志でグラブに移ることを決め、2016年に転職した。「皆がアントレプレナーたるべきだ」。孫会長はマー氏の決断を尊重して送り出したという。
2018年2月時点のドライバーの総数は、8カ国168都市で230万人、企業評価額は60億ドルにのぼる。
2021年12月2日、米NASDAQ市場に上場。

## 沿革
- 2012年6月 - MyTeksi設立。マレーシアのクアラルンプールでMyTeksiサービス提供開始
- 2013年8月 - フィリピンのマニラでGrabTaxi(グラブタクシー)サービス提供開始[8]
- 2013年10月 - シンガポールとタイのバンコクでGrabTaxiサービス提供開始[9]
- 2014年2月26日 - ベトナムのホーチミンでGrabTaxiサービス提供開始[10]
- 2014年4月 - シリーズAのラウンドでVertex Ventures（英語版）から1,000万ドル調達[11]
- 2014年5月 - シリーズBのラウンドでGGV Capital（英語版）から1,500万ドル調達[11]
- 2014年5月17日 - クアラルンプールで自家用車向けシェアライドサービスGrabCarを立ち上げ[12]
- 2014年6月6日 - インドネシアのジャカルタでGrabTaxiサービス提供開始[13]
- 2014年10月 - シリーズCのラウンドでTiger Global、Qunar（中国語版）、Vertex Ventures、GGV Capitalから6,500万ドル調達[11]
- 2014年11月28日 - ホーチミンでオートバイ向けシェアライドサービスGrabBikeを立ち上げ[14]
- 2014年12月4日 - シリーズDのラウンドでソフトバンクグループから2億5,000万ドル調達[15]
- 2015年2月18日 - マニラで高級車・高評価運転手向けシェアライドサービスGrabCar+を立ち上げ[16]
- 2015年5月20日 - ジャカルタでGrabBikeサービス提供開始[17][18]
- 2015年8月6日 - バンコクでGrabBikeサービス提供開始[19]
- 2015年8月20日 - シリーズEのラウンドで滴滴出行などから3億5,000万ドル調達[20]
- 2015年11月11日 - シンガポールで相乗りサービスGrabHitchサービス提供開始[21][22]
- 2015年12月1日 - ベトナムのハノイ、ダナン、ホーチミンとクアンニン省、カインホア省でGrabTaxiサービス提供開始[23]
- 2016年1月28日 - マレーシアのMyTeksiとその他の地域のGrab Taxiを合併し、社名およびブランドを「Grab」に統一[24]
- 2016年3月10日 - GrabCarとGrabBike向けに運転手と乗客に無料傷害保険を自動付帯[25]
- 2016年9月20日 - シリーズFのラウンドでソフトバンクから7億5,000万ドル調達[26]
- 2016年10月18日 - ソフトバンク投資部門のMing MaaをPresidentに迎え入れる[27]
- 2016年10月25日 - ドライバーと乗客のインスタントメッセージサービスGrabChat提供開始[28]
- 2016年12月6日 - シンガポールでタクシーと相乗りを融合したGrabShareを導入[29]
- 2016年12月12日 - 本田技研工業から出資を受ける[30]
- 2017年2月6日 - シンガポールで大型乗用車の予約サービスGrabCoachを立ち上げ[31]
- 2017年3月9日 - 4歳から7歳を含む乗客向けにチャイルドシートMifold付き車両を手配するGrabFamilyを立ち上げ[32]
- 2017年3月22日 - 需要に応じて料金が変動する動的料金設定サービスJustGrabを立ち上げ[33]
- 2017年4月4日 - ネット決済のKudoを買収[34]
- 2017年7月24日 - シリーズGのラウンドでソフトバンク、滴滴出行などから25億ドル調達[35]
- 2017年7月26日 - ミャンマーのヤンゴンでサービス提供開始[36]
- 2017年8月1日 - ホーチミンでGrabCar+サービス提供開始[37]
- 2017年8月30日 - 豊田通商から出資を受けトヨタ自動車と協業開始[38]
- 2017年11月 - シンガポールでGrabPayの店舗決済サービス導入　[39]
- 2017年12月19日 - カンボジアでサービス提供開始[40]
- 2018年1月17日 - NFC決済のiKaazを買収しGrabPayを機能強化[41]
- 2018年1月30日 - シンガポールで2022年迄に完全自動運転車を使った無人タクシーの商用化を発表[42]
- 2018年2月13日 - 企業向けに従業員の交通費を管理するGrab for Business提供開始[43]
- 2018年2月15日 - プノンペンでGrabBikeサービス提供開始[44]
- 2018年3月26日 - Uberの東南アジア事業を、Grabに売却する事を発表し、カンボジア・インドネシア・マレーシア・ミャンマー・フィリピン・シンガポール・タイ王国・ベトナムで展開されている全事業を、GrabがUberから引き継ぐと発表した[45]。
- 2020年2月26日 - 三菱UFJフィナンシャル・グループから7億600万ドル調達[46]